# 福島県道187号須賀川停車場線
福島県道187号須賀川停車場線（ふくしまけんどう187ごう すかがわていしゃじょうせん）は、福島県須賀川市内にある一般県道である。

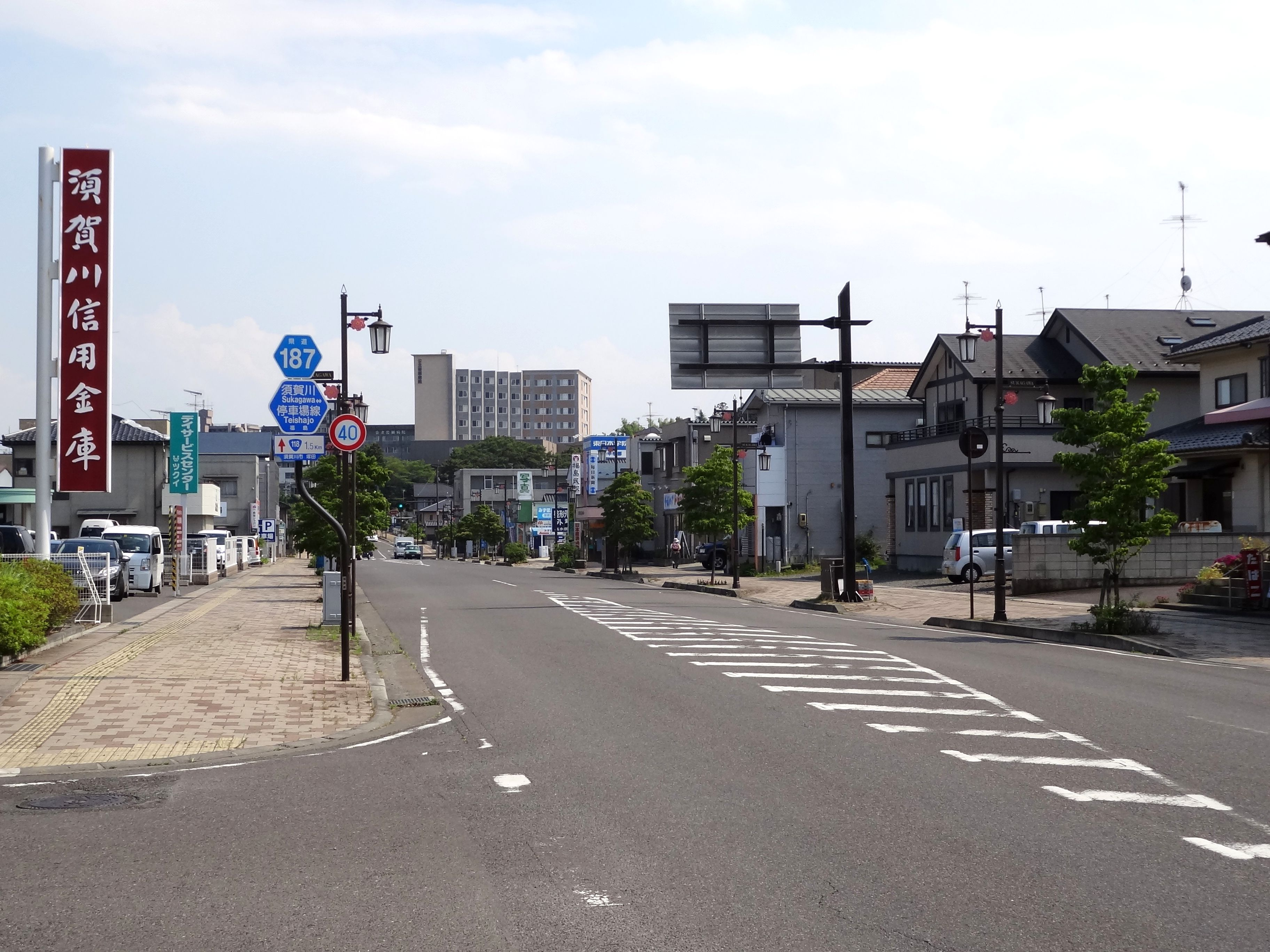
須賀川駅前付近

## 路線概要
- 起点：福島県須賀川市栄町（JR東北本線須賀川駅前）
- 終点：福島県須賀川市栄町
- 総延長：252 m[1]
  - 実延長：総延長に同じ
- 路線認定年月日：1959年8月31日[2]

## 通過する自治体
- 福島県
  - 須賀川市

## 接続路線
- 福島県道355号須賀川二本松線（栄町 終点）

## 沿線
- JR東北本線 須賀川駅